# Гражданска отговорност
Гражданска отговорност е вид застраховка, съгласно чийто застрахователен договор застрахователят се задължава да покрие в границите на определената в договора застрахователна сума отговорността на застрахованото лице за причинените от него на трети лица имуществени и неимуществени вреди или за неизпълнение от страна на застрахованото лице на негово договорно задължение. Застрахователните компании изплащат обезщетения и за пропуснатите ползи, които представляват резултат от непозволено увреждане, както и за лихви за забава, когато застрахованият отговаря за тяхното плащане пред пострадалото лице.

## История и обхват
В САЩ, където задължителната гражданската отговорност за автомобилисти навлиза през 20-те години на ХХ век, всички щати с изключение на Ню Хемпшир я изискват, а във Вирджиния липсата на такава застраховка води до увеличаване на държавните налози.
През 1930 г., британското правителство въвежда закон, който изисква всяко лице което ползва моторно превозно средство на пътя да сключи застраховка, която да обезпечи покриването на вредите към трети лица в случай на инцидент.
В Германия, застраховката е задължителна от 1939 г. През следващите няколко десетилетия, почти всички развиващи се държави въвеждат в законодателството си подобни застраховки.
В България, първите автомобилни полици са издадени през 1925 г. от застрахователно дружество „Звезда“.

## Застраховката Гражданската отговорност
Застрахователните компанни предлагат различни застраховки Гражданска отговорност, в зависимост от законодателството на конкретната държава. В Република България съществуват множество застраховки, като по-популярните от тях са:
- Застраховка Гражданска отговорност на лицата, ползващи огнестрелно оръжие
- Застраховка Гражданска отговорност на туроператорите съгласно Закона за туризма (чл.42, ал. 5)
- Застраховка Гражданска отговорност на застрахователни брокери и агенти
- Застраховка Отговорност на превозвача
- Застраховка Отговорност на работодателя
- Застраховка Гражданска отговорност на медицински персонал
- Застраховка Гражданска отговорност на дипломирани експерт-счетоводители
- Застраховка Гражданска отговорност на нотариуси
- Застраховка Гражданска отговорност на продукта
- Застраховка Гражданска отговорност на предприятия, извършващи стопанска дейност
- Застраховка Гражданска отговорност на автомобилистите

Някои от тези застраховки са задължителни за лицата (напр. Гражданска отговорност на автомобилистите), а други, са доброволни. С разрастването на застрахователния пазар, се увеличават и обектите на застраховане, както и различните видове застраховки.

## Гражданска отговорност на автомобилистите
Тъй като ползването на моторни превозни средства е свързано с рискове, законът в Република България задължава всички автомобилисти да сключват застраховка "Гражданска отговорност". Този вид застраховка има аналог в почти всички държави и покрива отговорността им в случай на причиняване на имуществени или неимуществени вреди на трети лица.
Срокът на застраховката "Гражданска отговорност" съгласно българския закон е една година и е валидна на територията на държавите, които са страни по споразумението между националните бюра на застрахователите от държавите членки на Европейската икономическа общност, както и други асоциирани страни. В определени случаи застраховката важи извън територията на България след заплащане на допълнителна премия.

## Гражданска отговорност на притежателите на огнестрелно оръжие
Обект на този вид застраховка е гражданската отговорност на служители на юридически лица и еднолични търговци при осъществяване на охранителна дейност с ползване на огнестрелно оръжие; служители на юридически лица, които използват оръжие за охрана; физически лица, които използват оръжие за самоотбрана; физически лица и служители на юридически лица, които използват огнестрелно оръжие за ловни, културни и спортни цели.

## Гражданската отговорност – показател за нивото на развитие на финансовия сектор и социалната ангажираност
Правителствата на различните държави целят увеличаване на процента на сключените застраховки Гражданска отговорност, тъй като това се счита за показател за развитието във финансовия сектор. Към настоящия момент България се е задължила да осигури застрахователно покритие по Гражданска отговорност за 90% от автомобилите, които се движат по пътищата на страната.